# Semiotica del testo
La semiotica del testo serve per apprendere la capacità di leggere e chiarire i testi, di realizzare ricerche bibliografiche autonome e ricostruire la discussione critica sulle varie forme di testualità. Da lì, possiamo percepire un metodo di studio fondamentale sulla specificità delle discipline semiotiche e possiamo commentare analiticamente le diverse tipologie di testo.

## Oltre la complessità del rilievo

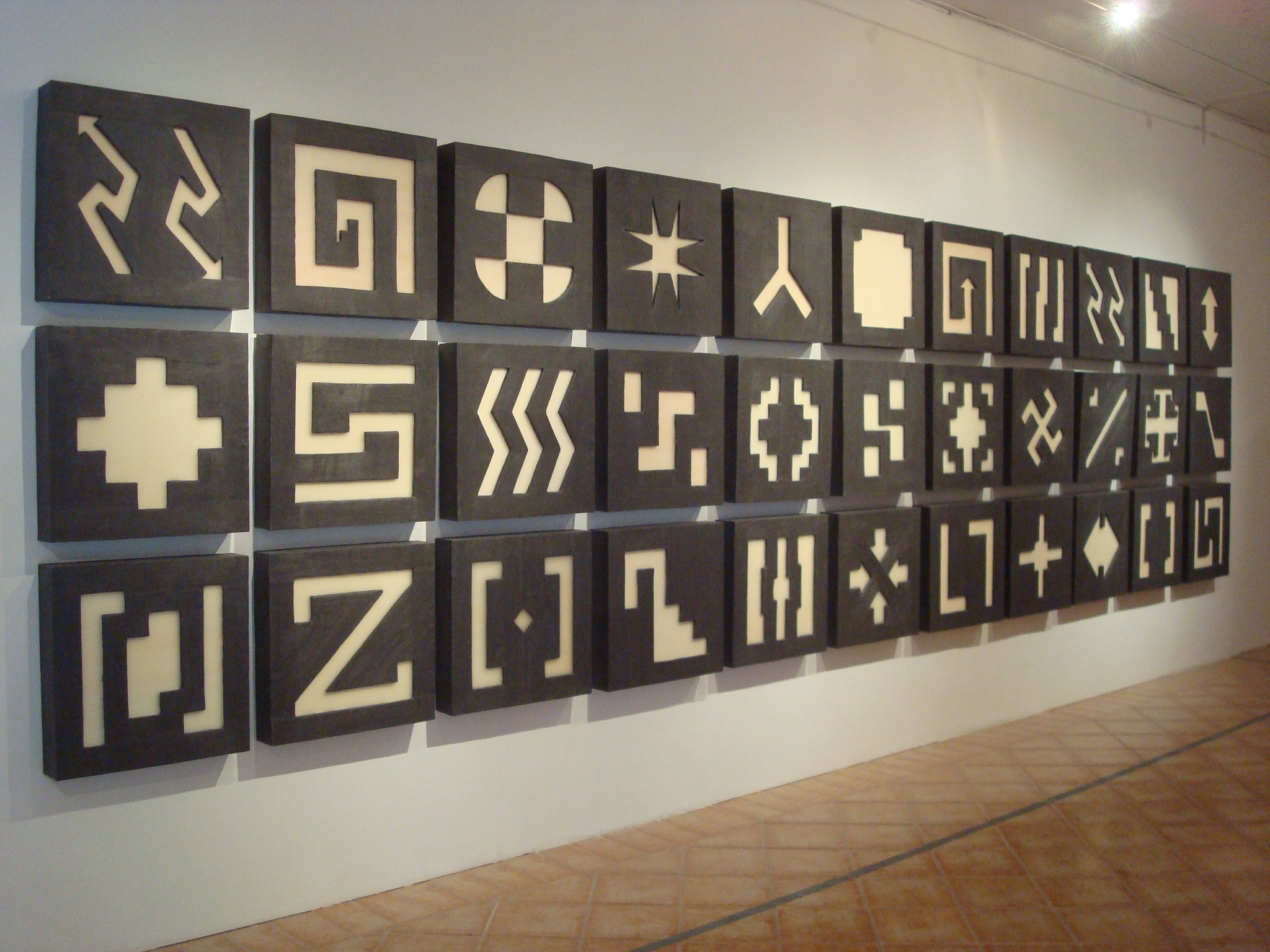

Il testo comprende elementi non verbali. In rapporto al senso comune, alcune cose ci appaiono più "testi" di altre cose. Il testo non è una realtà data oggettivamente, qualcosa i cui confini si percepiscono nettamente e per questo sono indiscutibili. Il testo è costruito dall'analisi semiotica mentre la si fa.
La testualità può essere riconosciuta in presenza di alcune caratteristiche di fondo:
- Principio della negoziazione: un testo non è formato da elementi fissi, ma i segni hanno ruolo e significato diverso a seconda del contesto.
- Biplanarità: un testo presuppone due piani, dell’espressione e del contenuto. Il testo è proprio il processo di messa in relazione tra queste due operazioni.
- Chiusura testuale: i confini dei testi devono pur sempre esserci, anche solo per sottolineare quella discontinuità costitutiva, che permette la significazione di qualcosa.
- Molteplici livelli del senso: i molteplici livelli di senso ai quali il testo può essere spiegato, principio che in semiotica è chiamato percorso generativo del senso.
- Intertestualità: ogni testo contiene citazioni, biglietti da visita per leggere altri testi, rimandi (v. semiotica connotativa)

## Caratteristiche

### Il tempo
La temporalità si divide su due livelli:
- Testo come racconto: il tempo degli eventi nella storia si sviluppa in un modo logico, secondo il principio di conseguenza.
- Testo come messaggio: il tempo perde la sua logicità perché è impossibile raccontare tutti gli eventi in una successione lineare. Questi cambiamenti cronologici sono messi in atto dal narratore per chiarire la giunzione strutturale dall'intreccio.

Da lì, si dividono tre tipi di asimmetrie fra il tempo nel racconto e il tempo nella storia:
1. Ordine: la successione degli eventi nella storia e la loro disposizione nel racconto.
2. Durata: estensione temporale degli avvenimenti nella storia rispetto alla lunghezza nel racconto.
3. Frequenza: la ripetizione degli eventi nella storia e la loro ripetizione nel racconto.

#### Ordine
L'anacronia (v. acronia) è la differenza tra l'ordine degli eventi nel racconto e la loro successione nella storia. L'ordine degli eventi può diventare autonomo o riprodurli prima o dopo ed anche viceversa. In quel caso, parleremo di prolessi e analessi. Ci sono tre tipi di analessi e prolesi:
- Esterna: il punto di portata (il punto nel tempo in cui l'analessi comincia) e il punto di ampiezza (il punto nel tempo in cui l'analessi finisce) sono esterni al tempo narrativo (figura 1).
- Interna: due punti sono interni al tempo narrativo. Si divide in tre tipi diversi: parziale (figura 2), complettativa (figura 3) e più complettativa (figura 4).
- Mista: il punto di portata è al di fuori e il punto di ampiezza è interno al tempo narrativo.

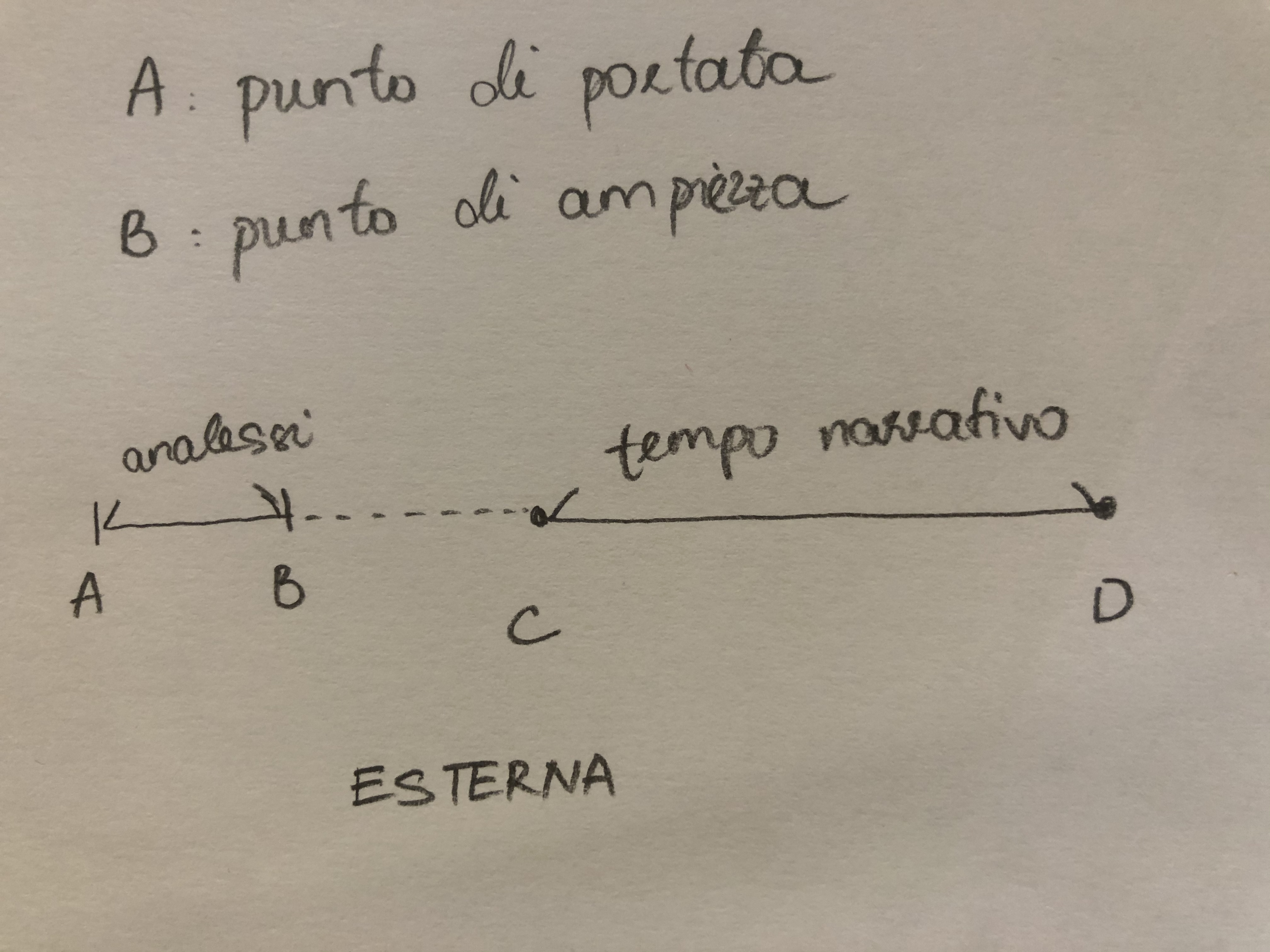
Figura 1
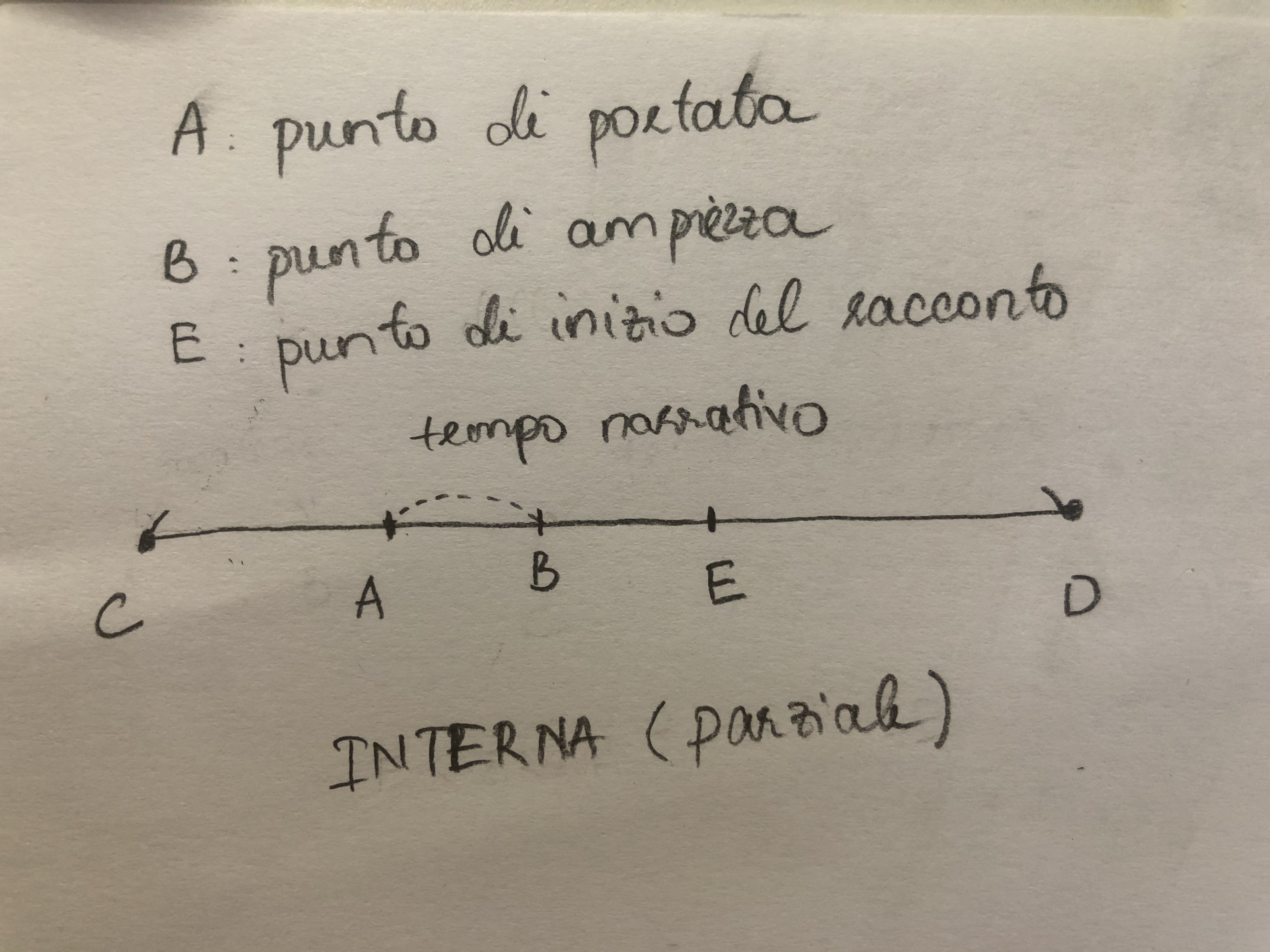
Figura 2
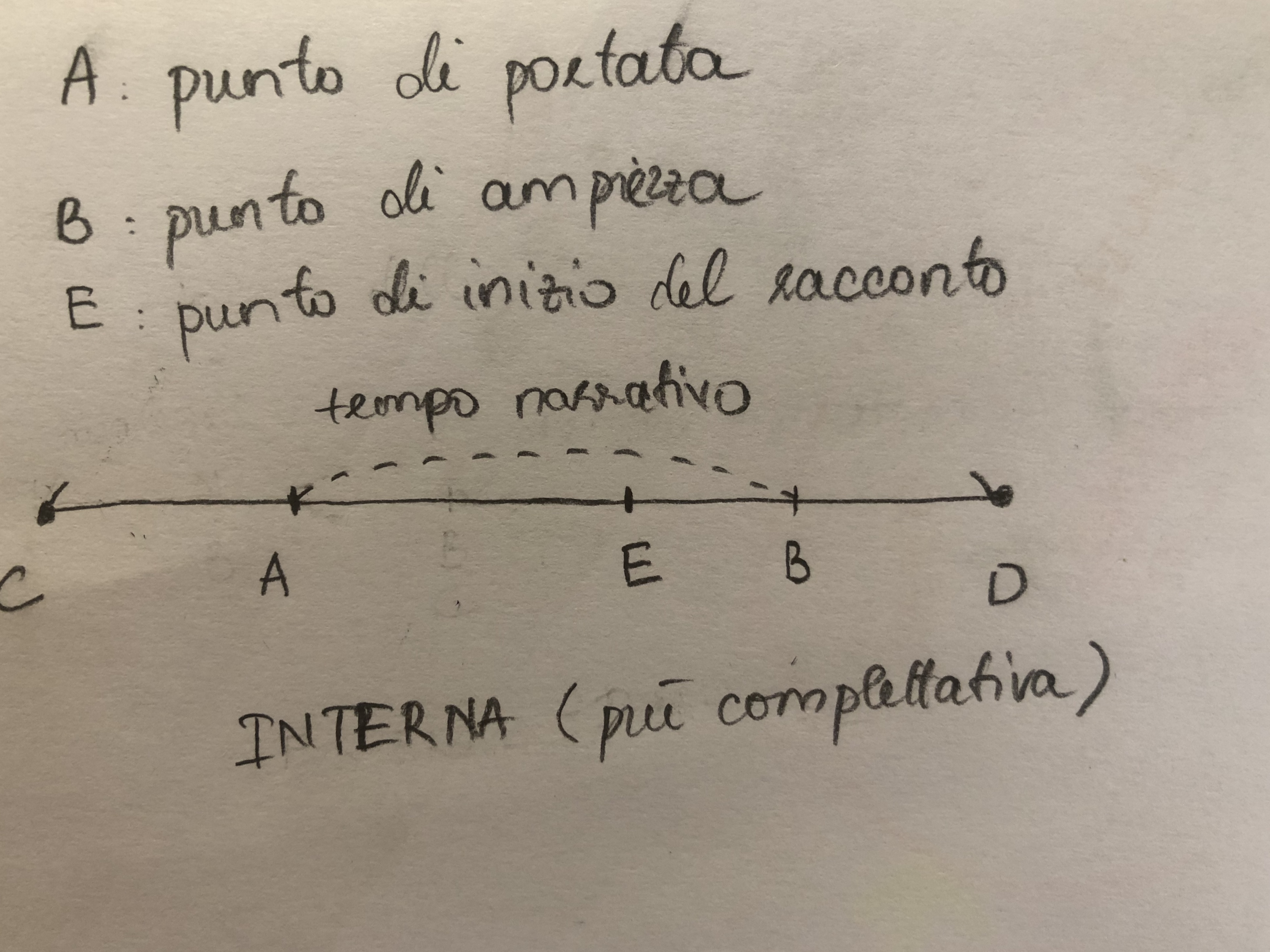
Figura 3
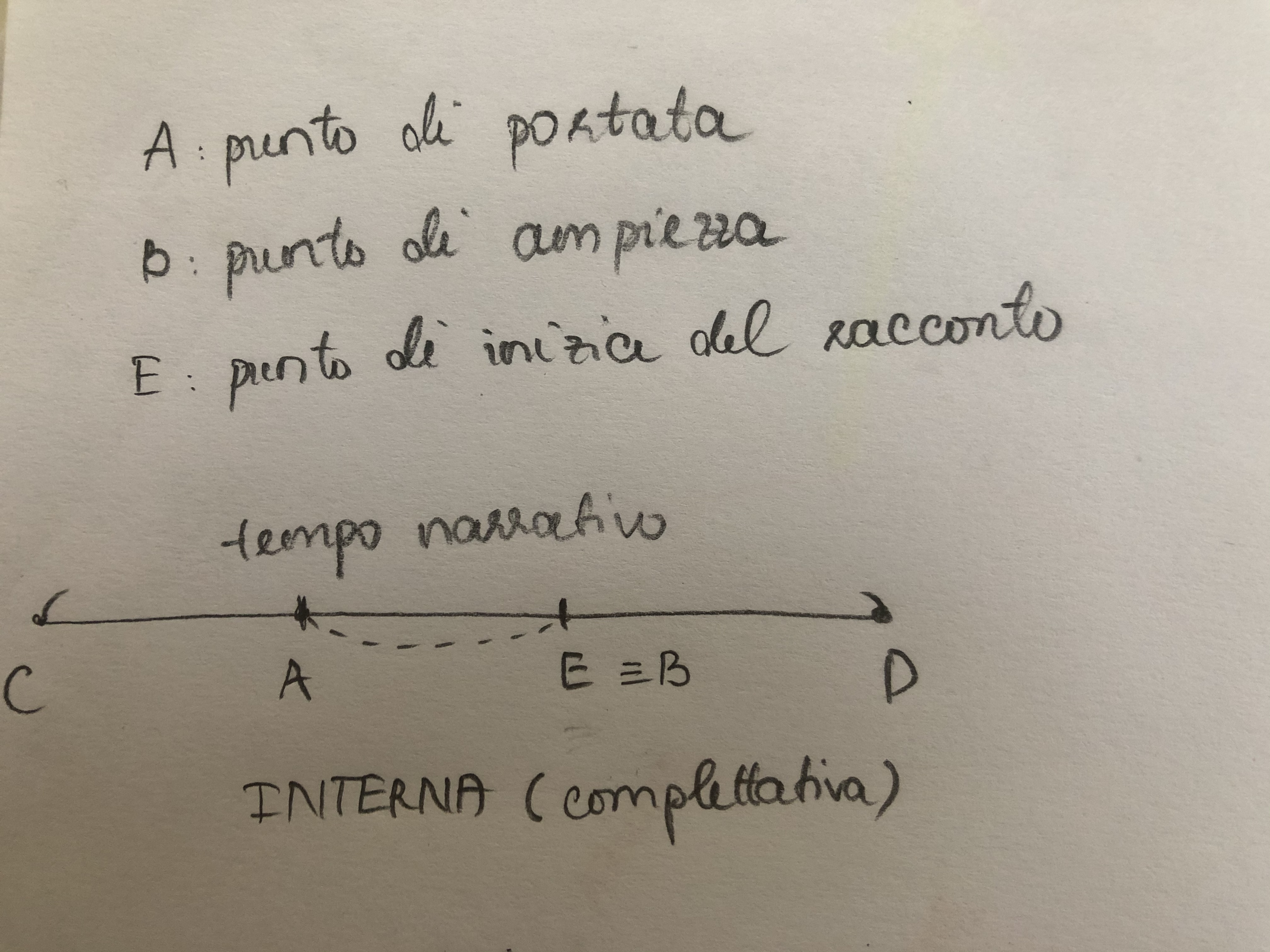
Figura 4

#### Durata
L'anisocronia è la differenza tra la durata degli eventi nella storia e loro lunghezza nel racconto. In un racconto isocronico il rapporto tra durata della storia e lunghezza del racconto è sempre costante. Le principali anisocronie sono: (TS = tempo della storia; TC = tempo del racconto)
- Pausa è un momento in cui il discorso narrativo non procede, la velocità è nulla (es: una descrizione), quindi TD > TS = 0
- Ellissi: in questo caso, a una durata diegetica qualsiasi non corrisponde nessuna parte narrativa. La velocità è infinita, si tralasciano fatti che nella storia, sono accaduti, quindi TS > TC = 0
- Sommario: il tempo del racconto è più corto rispetto al tempo della storia, la durata diegetica è minore del tempo narrativo, quindi TS > TC
- Estensione: il tempo del racconto è più lungo rispetto al tempo della storia, la durata diegetica è maggiore del tempo narrativo, quindi TC > TS
- Scena: c'è un equilibrio tra durata diegetica e tempo narrativo (es: un dialogo), quindi TS = TC

#### Frequenza
Un evento non è solo in grado di prodursi, ma può anche riprodursi. Fra la capacità di ripetizione degli eventi narrati e la capacità degli enunciati narrativi, possono stabilirsi tre relazioni:
- Relazione singolativa: il rapporto tra l'evento della storia e le ripetizioni della storia è 1:1 (es: ieri, mi sono addormentata presto).
- Relazione iterativa: il racconto narra una sola volta ciò che nella storia avviene varie volte. Questa veniva utilizzata nel romanzo degli anni '90 al posto del sommario. Grazie a questa relazione, abbiamo la possibilità di riassumere la storia concentrandone gli elementi. (es: tutti i giorni della settimana, mi sono addormentata presto)
- Relazione multiple sono l'opposto di quelle iterative. Tanti eventi vengono raccontati una volta tutti insieme.

### Narratore
La voce narrativa è una finzione letteraria che racconta i fatti. La sua presenza nel testo può essere dotata di una sua identità, può narrare in prima o in terza persona. Dal momento che la narrazione è la costruzione di un circuito comunicativo immaginario (fiction), si può operare una distinzione tra gli elementi extratestuali (il mittente e il destinatario), che attengono alla realtà storica, e gli elementi intratestuali (il messaggio), che attengono alla realtà della finzione. Dei primi fanno parte l’autore reale e lettore reale; dei secondi, l’autore implicito e il lettore implicito, il narratore e (eventualmente) il narratario. Chatman propone questa sintesi:

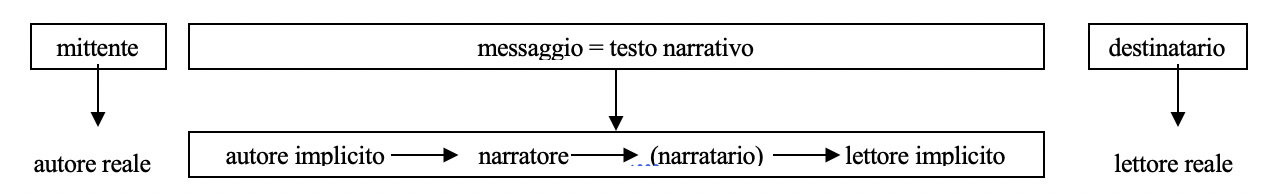
Lo schermo di Chatman

Il narratore è l'istanza cui compete la produzione del discorso narrativo: mentre l’autore reale scrive, il narratore narra; di conseguenza, non bisogna mai sovrapporre e confondere l’autore reale con il narratore; anche quando coincidono (come per esempio in un racconto autobiografico), rimangono sempre due istanze distinte.
Quando si parla di Narratore, si parla di mimesi e diegesi. La prima opposizione è di Aristotele in alcuni passi della Poetica. Si instaura la distinzione classica fra poesia narrativa e poesia drammatica che viene accennata già da Platone nel III libro de La Repubblica. In questo senso, Gérard Genette distinguerà la "descrizione" dalla "narrazione". La differenza tra la classificazione di Platone e quella di Aristotele si riduce quindi a una semplice variazione: le due classificazioni convergono nell'essenziale.
- Mimesi è la rappresentazione di quello che il racconto vuole dire. Il discorso mimetico è ciò che il narratore si nasconde, si chiama "discorso diretto" (ad esempio, il teatro). Quindi, anche senza narratore, si capisce lo stesso la storia.
- Diegesi è la modalità tipica del racconto: non c'è la rappresentazione di quello che succede, ma gli eventi sono raccontati liberamente. Quando il narattore è rappresentato nel racconto, il racconto è diegetico, oppure è chiamato "discorso indiretto" (ad esempio, in un romanzo).